# یواس‌اس سیرچر (ای‌جی‌آر-۴)
یواس‌اس سیرچر (ای‌جی‌آر-۴) (به انگلیسی: USS Searcher (AGR-4)) یک کشتی بود که طول آن 441' 6" بود. این کشتی در سال ۱۹۴۵ ساخته شد.